# Giuseppe Rossetto
Giuseppe Rossetto (Milano, 8 dicembre 1959) è un politico italiano.

## Biografia

### Famiglia e studi
Figlio di Mario Rossetto e Anna Merli, insegnante.
Dopo aver frequentato le scuole dell’obbligo a Milano entra nel 1975 al Collegio Navale Francesco Morosini di Venezia, dove si diploma nel 1978. Nello stesso anno si iscrive all’Università Bocconi. A gennaio 1984 entra in Accademia Navale 78 Corso AUCD Corpo Commissari per svolgere il servizio di leva, ed è poi assegnato al Comando IV gruppo Dragamine a La Spezia come Ufficiale Cassiere ed Ufficiale Addetto ai Valori. Viene nominato Guardiamarina-CM il 7 luglio del 1984 e l’anno successivo si congeda. Il 15 ottobre 1985 si Laurea in Economia Aziendale.

### Attività professionali
Dal 1986 fino al 1994 lavora in San Carlo, ACnielsen, Publitalia80 e JuniorTv dove diventa nel 1992 dirigente a soli 32 anni.

### Attività istituzionale e politica

#### Camera dei deputati.
Nel febbraio 1994 viene candidato dalla Lega Nord, partito in cui milita dal 1992, nel collegio 15, Lombardia 1, Circoscrizione III. Con il 60,3 % dei voti è il secondo candidato più votato di tutti i collegi uninominali di Milano e provincia. Viene proclamato deputato il 2 aprile 1994 ed è il primo ex allievo del Collegio Morosini ad entrare in Parlamento.
È membro della VII Commissione Cultura Scienza ed Istruzione, presieduta dall'on. Vittorio Sgarbi, della Commissione Bicamerale di Vigilanza Rai, presieduta dall'on. Marco Taradash e della Commissione Speciale per il Riordino Radiotelevisivo, di cui è segretario e che è presieduta dall'on. Giorgio Napolitano.
Alla fine del 1994 segue il Sen. Gianfranco Miglio uscendo insieme ad altri deputati e senatori, tra cui Luigi Negri, Mauro Polli, Stefano Aimone Prina, Enrico Hullweck, Giorgio Vido, Emanuele Basile, Marcello Lazzati e Sergio Cappelli dal gruppo Lega Nord dando vita al gruppo parlamentare Lega Italiana Federalista di cui è Responsabile della Comunicazione ed il cui addetto stampa è Mario Giordano.
Finita la XII legislatura dopo essere entrato nel Partito Federalista viene ricandidato insieme al sen. Miglio, fondatore dello stesso ed a una ventina su sessanta componenti della Lega Italiana Federalista, come indipendente nel Polo Delle Libertà nel collegio 13 Lombardia 1, Circoscrizione III. Viene eletto con il 40%, migliore risultato del Polo in tutta la Provincia di Milano.
Il numero dei deputati eletti che fanno riferimento al sen. Miglio non rende possibile costituire gruppi autonomi né al Senato né alla Camera, quindi entra nel gruppo di Forza Italia e fa parte della VII Commissione Cultura.
Nel 1999 dal 18 al 26 novembre partecipa come “ Distingushed Visitor ” insieme al collega Sauro Turroni alla Quindicesima Spedizione in Antartide del PNRA guidato dal prof. Carlo Alberto Ricci. La sua attività parlamentare in entrambe le Legislature si focalizza prevalentemente sul sistema dei media. Presenta come primo firmatario DL per l’abolizione di tutti i sussidi pubblici agli editori, per un ricalcolo dei costi di concessione, per la abolizione del Canone RAI, per l’abolizione dell’ordine dei giornalisti, per la abolizione dei finanziamenti pubblici al cinema, per l’abolizione del titolo di onorevole, per la tutela degli acquirenti della prima casa nei casi di fallimento delle imprese edilizie, per nuove norme in tema di abusivismo edilizio e per l’introduzione della patente a punti, successivamente introdotta nel codice della strada (articolo 126 bis) dal D.L. n.151 del 27 giugno 2003, modificato in alcuni punti dalla legge n. 214 del 1º agosto 2003.

#### Consiglio comunale San Donato Milanese
Nel giugno del 1994 viene candidato come Capolista dalla Lega Nord alle elezioni comunali di San Donato Milanese. Risulta l’unico degli eletti insieme al candidato sindaco Silvio Ippoliti. Nelle elezioni comunali del 1998 viene inserito come indipendente da Forza Italia, risultando con 254 voti il candidato più votato in assoluto. Resta all’opposizione fino alla fine del mandato nel 2002. Si ripresenta alle elezioni comunali come candidato sindaco con la propria lista “per San Donato”, ma non viene eletto. Si ritira dalla vita politica.

### Attività dopo la politica
Nel Luglio 2002 interpreta una piccola parte nel film Senso45 di Tinto Brass con Anna Galiena.
Sempre nel Luglio 2002 viene promosso Sotto Tenente di Vascello - CM
Diventa imprenditore e poi consulente nella area dei media prima per Riza Edizioni e in seguito per UCI Cinemas. Diviene membro del CdA di Audimovie da marzo 2013 a dicembre 2015.
È Coordinatore dell’Advisory Board di Transparency International Italia dal febbraio 2014 a dicembre 2016.
L’11 aprile 2015 sposa a San Donato Milanese Maria Scaringella.
Nel Marzo 2018 fonda CiaoAldo, piattaforma web di cui è tuttora CEO.
All’inizio del 2020 viene eletto nel Collegio dei Probiviri dell’Associazione Morosini.
Il 25 luglio 2020 nasce, a Milano, Eugenio il suo primo figlio.